# Aneuretellus deformis
Aneuretellus deformis – wymarły gatunek owada z rodziny mrówkowatych (Formicidae); jedyny przedstawiciel rodzaju Aneuretellus. Został odkryty na Sachalinie w pokładach bursztynu datowanych na środkowy eocen (43–47 milionów lat temu). Gatunek i rodzaj opisał Giennadij Dłusski w roku 1988.